# Даугава-2 (футбольный клуб, Рига)
Футбо́льный клуб «Да́угава-2» Рига (латыш. Futbola klubs „Daugava-2” Rīga) — латвийский футбольный клуб из Риги, является фарм-клубом рижской «Даугавы».

## Названия
- 2004–2006 — «Юрмала-2».
- 2007–2008 — «Юрмала».
- 2013 — «Даугава-2»/ФШШ (Рига).

## История
Футбольный клуб «Юрмала-2» был образован в начале 2004 года, как резервная команда клуба Высшей лиги — «Юрмала», так как с этого года Чемпионат дублёров больше не проводился. Свой первый сезон «Юрмала-2» провела во Второй лиге, а на следующий год, как большинство дублей Высшей лиги, играла в Первой лиге.
В 2007 году Чемпионат дублёров был восстановлен, и молодёжная команда «Юрмалы» также стала его участником. После сезона 2008 года Чемпионат дублёров вновь был ликвидирован, а клуб «Юрмала» банкротировал, сменил название на «Юрмала-VV» и более не заявлял дубль на участие в чемпионате Латвии.
В марте 2012 года основной клуб «Юрмала-VV» перебазировался из Юрмалы в Ригу и сменил своё название на «Даугава», а в начале 2013 года дубль клуба вновь был заявлен на участие в Первой лиге Латвии, правда уже под названием «Даугава-2».

## Результаты выступлений
| Сезон | Лига                                | Место                               | И                                   | В                                   | Н                                   | П                                   | Голы                                | О                                   |
| ----- | ----------------------------------- | ----------------------------------- | ----------------------------------- | ----------------------------------- | ----------------------------------- | ----------------------------------- | ----------------------------------- | ----------------------------------- |
| 2004  | Вторая лига                         | 1                                   | 20                                  | 15                                  | 3                                   | 2                                   | 73–17                               | 48                                  |
| 2005  | Первая лига                         | 9                                   | 26                                  | 9                                   | 7                                   | 10                                  | 48–48                               | 34                                  |
| 2006  | Первая лига                         | 11                                  | 30                                  | 10                                  | 5                                   | 15                                  | 86–74                               | 35                                  |
| 2007  | Чемпионат дублёров                  | 7                                   | 28                                  | 10                                  | 3                                   | 15                                  | 39–64                               | 33                                  |
| 2008  | Чемпионат дублёров                  | 10                                  | 24                                  | 6                                   | 3                                   | 15                                  | 50–80                               | 21                                  |
| 2009  | Не участвовал в чемпионатах Латвии. | Не участвовал в чемпионатах Латвии. | Не участвовал в чемпионатах Латвии. | Не участвовал в чемпионатах Латвии. | Не участвовал в чемпионатах Латвии. | Не участвовал в чемпионатах Латвии. | Не участвовал в чемпионатах Латвии. | Не участвовал в чемпионатах Латвии. |
| 2010  | Не участвовал в чемпионатах Латвии. | Не участвовал в чемпионатах Латвии. | Не участвовал в чемпионатах Латвии. | Не участвовал в чемпионатах Латвии. | Не участвовал в чемпионатах Латвии. | Не участвовал в чемпионатах Латвии. | Не участвовал в чемпионатах Латвии. | Не участвовал в чемпионатах Латвии. |
| 2011  | Не участвовал в чемпионатах Латвии. | Не участвовал в чемпионатах Латвии. | Не участвовал в чемпионатах Латвии. | Не участвовал в чемпионатах Латвии. | Не участвовал в чемпионатах Латвии. | Не участвовал в чемпионатах Латвии. | Не участвовал в чемпионатах Латвии. | Не участвовал в чемпионатах Латвии. |
| 2012  | Не участвовал в чемпионатах Латвии. | Не участвовал в чемпионатах Латвии. | Не участвовал в чемпионатах Латвии. | Не участвовал в чемпионатах Латвии. | Не участвовал в чемпионатах Латвии. | Не участвовал в чемпионатах Латвии. | Не участвовал в чемпионатах Латвии. | Не участвовал в чемпионатах Латвии. |
| 2013  | Первая лига                         | 14                                  | 30                                  | 8                                   | 2                                   | 20                                  | 43–86                               | 26                                  |
| 2014  | Чемпионат дублёров                  | 9                                   | 27                                  | 5                                   | 3                                   | 19                                  | 22–78                               | 18                                  |
| Всего | Всего                               | Всего                               | 185                                 | 63                                  | 26                                  | 96                                  | 361–447                             | 215                                 |